# Osvaldo Farrés
Osvaldo Farrés, nacido Osvaldo Farré (Quemado de Güines; 13 de enero de 1902 - West New York; 22 de diciembre de 1985) fue un compositor cubano. Es célebre por sus más de 300 canciones compuestas, especialmente sus boleros que le dieron fama internacional, siendo uno de los artistas cubanos más interpretado fuera de la isla.

## Biografía

### Juventud
Osvaldo nació en 1902 en la pequeña ciudad cubana de Quemado de Güines, en la antigua provincia de Las Villas, actual Villa Clara. Su padre Fernando, era natural de Ceja de Pablo (Corralillo) y su madre Caridad de Santa Isabel de las Lajas en la provincia de Cienfuegos. Su maestra Francisca Díaz al ver sus aptitudes, le dijo que su pueblo le quedaba pequeño, que debía viajar a la capital.
Se trasladó a La Habana con 25 años donde estudió dibujo, trabajando en distintos empleos, como escaparatista, montador de muelles en una colchonería, pintor paisajista, mensajero en bicicleta o empleado de banca hasta que se estableció como ilustrador para una empresa de publicidad. En esta empresa se encargó de la publicidad de la cerveza Polar y el jabón La Llave. También realizó, entre otros encargos el diseño de algunas de las carrozas del carnaval de La Habana. Aquí permaneció largo tiempo hasta que comenzó a realizar sus primeras composiciones casi sin proponérselo, según sus propias palabras:

… Jamás pensé convertirme en un compositor. Ni la canción ni la música entraban en mis planes, y mucho menos había imaginado que hubiese podido vivir de ella….

Su primer éxito fue una guajira-son realizada en 1937 y que tituló Mis Cinco Hijos (Pedro, Pablo, Chucho, Jacinto, José) y que fue interpretada por Miguelito Valdés y la Orquesta Casino de la Playa. Se cuenta que esta pieza surgió cuando estando en los estudios de la radio habanera CMQ preparando un anuncio para la cerveza Polar en compañía de cinco muchachas un locutor dijo "¡...ahí está Osvaldo Farrés con sus cinco hijas!". Como consecuencia de esta broma se comprometió a escribir una canción con ese título, que a la postre convirtió a las hijas en hijos.
Tres años después se pudo ver este tema en un cortometraje musical del mismo nombre producido por la Cerveza Polar, con dirección de Ernesto Caparrós, interpretado por el cantante José Fernández "Valencia" y con arreglos del maestro Gilberto Valdés.
Su fama internacional comenzó hacia 1940 cuando la cantante mexicana Toña la Negra hizo popular su bolero Acércate Más. El barítono colombiano Carlos Ramírez decidió incluir el tema en su interpretación en la película musical de la Metro Goldwin Mayer Easy to Wed, protagonizada por Esther Williams y Lucille Ball, con la letra traducida al inglés con el título Come Closer to Me.

### Madurez
Fue un prolífico compositor y en la década de los 40 vio aumentar su popularidad y su producción musical. En 1943 creó uno de sus mejores boleros Toda una vida así como Estás Equivocada. Este mismo año se convirtió en compositor exclusivo de la cadena de radio CMQ, donde realizó el programa publicitario La Hora Polar y posteriormente el exitoso Bar Melódico de Osvaldo Farrés que se emitía desde finales del cuarenta, y en la década siguiente se convertirá en un programa en la televisión CMBF TV y posteriormente en CMQ Televisión en horario de máxima audiencia, a las 9 de la noche los miércoles.
En el programa entrevistaba a los artistas y contaba anécdotas con gran desenfado con lo que creó un formato novedoso que se copiaría posteriormente en otros países,. Por el Bar Melódico pasaron los mejores artistas cubanos y muchos extranjeros que visitaron la isla, entre ellos Josephine Baker, Sara Montiel, Nat King Cole o Maurice Chevalier. El programa se mantuvo durante 13 años entre los primeros puestos de audiencia. Además en Nochebuena emitía el espectáculo La Cena de las Estrellas, con las actuaciones de importantes artistas, y cada mes La Sala de Conciertos, dedicada a la música lírica.
En una encuesta de una asociación de periodistas cubanos realizada entre 1943 y 1944 se le considera el compositor más destacado de Cuba. Además en esta época continúa con su labor como publicista.
En los años siguientes compone los boleros , No me Vayas a Engañar (1945), el célebre Quizás, Quizás, Quizás (1946) y No, No y No (1947). En 1944 estrena el bolero Para que Sufras y compone la música del film cubano Hitler Soy Yo, dirigido por Manuel Alonso.
Conoció a su mujer Fina del Peso cuando trabajaba como publicista para la Cerveza Polar, poco después de componer Cinco Hermanos. Fina acompañaba a su hermana, la actriz Asunción del Peso en la emisora de CMQ. Osvaldo le dijo: "¿esas piernas son suyas o se las prestó un ángel?". La relación no fue fácil, ella era casi una niña y él era casi 30 años mayor que ella y divorciado de un matrimonio anterior pese a ser un católico devoto. La familia de ella intentó impedir la relación enviándola a vivir con su tía fuera de La Habana. Él le hizo saber que escuchara su programa en CMQ La Hora Polar. En este sonó el bolero Toda una vida interpretado por Pedro Vargas "El Tenor de las Américas", que él había compuesto para ella. Fina dijo acerca de este momento que "...sabía que ya amaba a aquel hombre que me llevaba 30 años, y para siempre". Ella se convirtió posteriormente en la coordinadora de El Bar Melódico, actuando ocasionalmente ante las cámaras.
Tras la muerte de la artista Rita Montaner en 1958, Farré le organizó un multitudinario homenaje.

### Exilio
Farrés era amigo de Carlos Prío, el que fuera el último presidente democrático de Cuba antes del golpe de Fulgencio Batista. Prío le pidió un tema musical para su campaña presidencial y Farrés, junto a Tony Fergo, compuso una conga: Ahí viene la aplanadora con Prío adelante y el pueblo atrás. Tras la victoria de Prío en 1948, éste le dijo que le pidiera lo que quisiera por su canción a lo que Farrés contestó: "se la escribí al amigo, no al presidente".
Tras el golpe de Batista y la consecuente revolución y llegada al poder de Fidel Castro Farrés decidió abandonar Cuba: "Tenemos que irnos, esto será un desastre", le dijo a su mujer. Aprovechando un contrato para escribir una zarzuela en España abandonó la isla en 1962 y ya nunca volvió. El régimen cubano le declaró traidor, pese a haberle galardonado anteriormente con la Orden Carlos Manuel de Céspedes, la más alta distinción que concedía el gobierno. Su casa en La Habana fue saqueada y sus propiedades quemadas en la calle.
Farrés se estableció en West New York, donde vivió el resto de su vida hasta su muerte en 1985. Allí creó su propia productora Osvaldo Farrés Music Corporation que administró la publicación de sus temas en Estados Unidos.

## Obra
Según el musicólogo Cristóbal Díaz Ayala, Farrés «le canta al amor y a la mujer en una forma directa y sencilla que no es lo mismo que simple».
Farrés no tocaba ningún instrumento musical y carecía de formación musical formal, siendo incapaz de leer o escribir música. Cuando componía, le venía la letra y la melodía a la vez. Cuando tenía la canción la memorizaba, a veces con ayuda de su mujer, y la tarareaba en una grabadora. Posteriormente pasaba la grabación a alguien con conocimientos musicales para transcribirla, con frecuencia su amigo Fernando Mulens que trabajó con él en su programa de radio.
Algunos autores cubanos llegaron incluso a dudar de la paternidad de sus obras ya que ni solía acudir a las reuniones de la Sociedad de Autores ni se le oía interpretar sus obras.
Farrés es célebre internacionalmente gracias a las versiones que hicieron de sus temas numerosos artistas de todo el mundo. Tal vez la más popular en el ámbito anglosajón fue la versión de Quizás, Quizás, Quizás que hizo Nat King Cole en 1958 con letra de Joe Davis, que no se ceñía al texto en español. Otra versión célebre de este tema es la que interpretó Sara Montiel en el film Bésame.
Además de los mencionados, otros artistas notables que han interpretado su obra son: Édith Piaf, Cantinflas (En el mar, en el film Sube y baja), Doris Day (Perhaps), Eydie Gormé, John Serry Sr. (Tres Palabras), Pedro Vargas, Chavela Vargas (Toda una vida y Acaríciame) Charles Aznavour, María Dolores Pradera (Toda una vida y Quizás, quizás, quizás), Luis Miguel, Sandro (Toda una Vida y Quizás, quizás, quizás), Luis Miguel (Tres Palabras), América Crespo, Paco de Lucía, Antonio Machín, Celia Cruz, Lucho Gatica, Elio Pinza, Omara Portuondo, Xavier Cugat, Olga Guillot, Bing Crosby, Javier Solis (Tres Palabras), Julio Iglesias, Wilbert Alonzo Cabrera, Buena Vista Social Club y otro centenar de músicos e intérpretes.
El tema preferido de Farrés era su bolero Madrecita, dedicado a su madre y que se hizo un tema muy popular en la época, siendo tradicionalmente cantado aún hoy en el día de la madre en muchos países latinoamericanos. Se da la paradoja de que su madre nunca pudo escuchar la canción por estar sorda cuando la compuso en el año 1954.
Prueba de la popularidad de su música, baste indicar que en una peregrinación que realizó al pueblo de Belén, el conductor que le llevaba puso en la radio una versión en hebreo de Quizás. Tras identificarse como el autor, el chófer en un gesto de respeto paró el coche y con un pastor que estaba casualmente en ese lugar improvisaron un dúo de la canción.
En 1980 Selecciones del Reader's Digest publicó una entrevista en la que dijo:

La música, al igual que los perfumes, es portadora de elementos intangibles que, unidos a una mirada, o al roce de una manos, hacen posible el nacimiento de un romance que, extendiéndose más allá de ese momento, puede prolongarse toda una vida.

Algunos de sus temas más célebres son:
Caminando, caminando,  bolero
Ya ves así pienso yo,  bolero
Toda una vida, bolero
Tres palabras, bolero
Todo lo diré cantando, bolero
Piensa bien lo que me dices, bolero
No se que voy hacer, bolero
No, no y no, bolero
No me vayas a engañar, bolero
Madrecita, bolero canción
Estás equivocada, bolero
Esta noche o nunca, bolero
Ella es preciosa, bolero canción
Dime si te vas conmigo, bolero
Déjate querer,  bolero canción
Chinita chinito, canción rítmica
Acércate más,  bolero canción
Acaríciame, canción
Teresa, Guaracha
Un caramelo para Margot
A eso llegarás, bolero
En el mar, bolero son
Imán, canción
Quizás, quizás, quizás, bolero canción

## Premios y galardones
- Diploma de reconocimiento de los Estados Unidos durante el año del bicentenario.
- Diploma de reconocimiento y Medalla de La Sociedad de Autores y Compositores de Francia (SACEM).
- Diploma especial de reconocimiento de la Broadcast Music INC de Nueva York por el éxito que supuso su música en la radio y la televisión norteamericana, por las canciones Acércate mas, Tres palabras, Quizás, quizás, quizás que tuvieron más de un millón de emisiones.
- Placa de bronce con su efigie en reconocimiento de la Confederación de Trabajadores Hispanos (CATHA).
- Placa en el Sexto Festival de la OTI donde reconocieron su obra musical y literaria en 15 de septiembre de 1984.
- Muchísimos trofeos de distintas entidades patrióticas y artísticas, así como periódicos y revistas cubanos.
- Recibió la Orden de Carlos Manuel de Céspedes, la más alta distinción concedida por la República de Cuba y un diploma pergamino de La Sociedad de Compositores y Artistas Mexicanos.
- En 1942 por acuerdo unánime de los 15 concejales que constituían el ayuntamiento de Quemado de Güines y refrendado por el alcalde municipal Armando Pérez Arriete fue nombrado Hijo Predilecto de la ciudad; se realizaron verbenas cuyas recaudaciones fueron destinadas a la construcción de un hospital de maternidad. Farrés invitó a numerosos artistas entre ellos Germán Pinelli, Obdulia Breijo y Rosita Fornés para que cooperaran con el éxito de la verbena.